# Songs from a Secret Garden
Songs from a Secret Garden – debiutancki album studyjny duetu Secret Garden, wydany 16 kwietnia 1996.
Album uzyskał certyfikat platynowej płyty w Norwegii i Korei Południowej oraz był notowany na listach Billboard New Age przez 101 tygodni.
Płytę promował m.in. „Nocturne”, zwycięski utwór 40. Konkursu Piosenki Eurowizji z 1995. Utwór „Song from a Secret Garden” stał się przebojem w Korei po tym, jak trafił na ścieżkę dźwiękową serialu Jeolm-eun-iui yangji (젊은이의 양지, 1995). Kolejny utwór z albumu, „Adagio”, został wykorzystany w ścieżce dźwiękowej filmu 2046 (2004). Barbra Streisand wykorzystała pochodząca z albumu piosenkę „Heartstrings” jako bazę do melodii utworu „I’ve Dreamed of You on Her” z albumu A Love Like Ours, a także wyemitowała utwór podczas ślubu z Jamesem Brolinem.

## Lista utworów
| Nr  | Tytuł                       | Czas |
| --- | --------------------------- | ---- |
| 1.  | "Nocturne"                  | 3:11 |
| 2.  | "Pastorale"                 | 3:47 |
| 3.  | "Song from a Secret Garden" | 3:32 |
| 4.  | "Sigma"                     | 3:05 |
| 5.  | "Papillon"                  | 3:22 |
| 6.  | "Serenade to Spring"        | 3:12 |
| 7.  | "Atlantia"                  | 2:56 |
| 8.  | "Heartstrings"              | 3:22 |
| 9.  | "Adagio"                    | 2:51 |
| 10. | "The Rap"                   | 2:31 |
| 11. | "Chaconne"                  | 3:25 |
| 12. | "Cantoluna"                 | 3:29 |
| 13. | "Ode to Simplicity"         | 3:53 |